# Groupe d'Aviation n°122
Le Groupe d'Aviation no 122 était une unité aérienne militaire soviétique des années 1940. Ce groupe était constitué de trois régiments : le 586e d'aviation de chasse, le 587e régiment d'aviation de bombardement en piqué qui deviendra le 125e régiment de la Garde « Borisov » et le 588e d'aviation de bombardement de nuit qui deviendra le 46e régiment de la Garde « Taman ». Ces régiments furent constitués en 1941, après le déclenchement de l'opération Barbarossa, alors que l'Armée de l'air soviétique (VVS) commençait à manquer de pilotes compétents. Ces régiments étaient entièrement constitués de femmes, environ 400 femmes soviétiques, pilotes, navigatrices, mécaniciennes et armurières. Les escadrilles 5xx étaient usuellement les unités défensives de réserve. Cependant leur statut évolua très vite en réponse aux évènements et en récompense à leur rendement satisfaisant. 
C'est grâce à Marina Raskova que tout cela fut rendu possible. Déclarée Héroïne de l'Union soviétique à la suite de son vol de l'Ouest à l'Est de la Russie en septembre 1938 avec Valentina Grizodubova et Polina Ossipenko, aidant ainsi la propagande soviétique, elle bénéficia de ce statut pour insister auprès de Staline en personne et avoir gain de cause.
En 1943, alors qu'elle convoyait un avion sur le front en compagnie de deux autres appareils dans des conditions météorologiques exécrables, Marina Raskova trouva la mort prématurément ainsi que les deux autres équipages. Après cet évènement tragique la VVS attribua bientôt des cadres masculins aux groupes puis la dispersion des personnels des unités féminines fut grandement accélérée, pilotes, navigatrices, mécaniciennes et armurières furent transférées dans des unités masculines, certaines devenant mitrailleuses. Au départ beaucoup d'hommes ne leur accordèrent pas leur confiance puis elles firent leurs preuves et gagnèrent leur respect.